# متیو میچام
متیو میچام (به انگلیسی: Matthew Mitcham)، (متولد ۲ مارس ۱۹۸۸ در بریزبن، کوینزلند، استرالیا) شیرجه‌زن استرالیایی است. او قهرمان جهانی در شیرجه بخش ده متر سکوی مردان در المپیک ۲۰۰۸ پکن است همچنین وی بالاترین امتیاز شیرجه تک‌نفره را در تاریخ المپیک دریافت داشته‌است همچنین اولین استرالیایی بعد از دیک ایو در بازی‌های المپیک تابستانی ۱۹۲۴ است که در بخش شیرجه المپیک مدال طلا بگیرد. وی از معدود علناً همجنس‌گرایان مرد در بازی‌های المپیک تابستانی ۲۰۰۸ بود.